# Macropsis abdullaevi
Macropsis abdullaevi är en insektsart som beskrevs av Dubovsky 1966. Macropsis abdullaevi ingår i släktet Macropsis och familjen dvärgstritar. Inga underarter finns listade i Catalogue of Life.